# Мунасари
Мунасари — небольшой скалистый остров у южных берегов залива Варангер-Фьорд Баренцева моря. Административно относится к Печенгскому району Мурманской области. Название происходит от финского Мунасаари, то есть «остров-яйцо».
Остров расположен почти на полпути между мысами Майнаволок на западе и Белый Наволок на востоке. Остров находится в 10—15 м от материка и представляет собой огромную скалу, которая отделилась от берега. В восточной части пролива остров соединен с материком хаосом камней. Сам остров сложен из магматических пород — гранита и гнейсов.